# Procuror

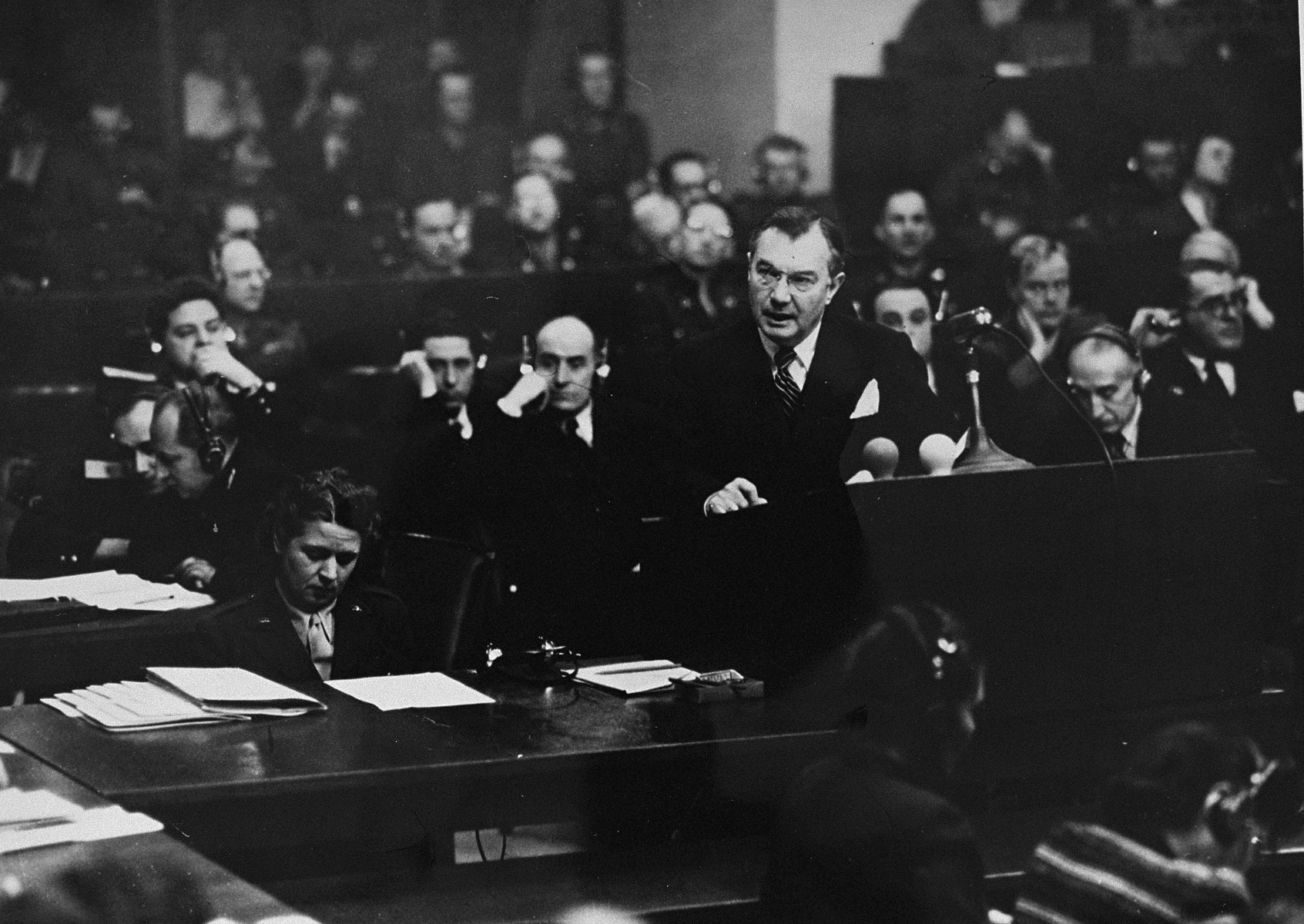
Procurorul Robert Jackson la Procesele de la Nürnberg

Procurorul (din franceză procureur) este un magistrat, acuzator public într-un proces, fiind un reprezentant al procuraturii / parchetului la judecată. El supraveghează justa aplicare a legii și reprezintă interesele statului într-un proces.

## În România
Procurorul este membru al unui parchet, care exercită următoarele atribuții:
- efectuează urmărirea penală în cazurile și în condițiile prevăzute de lege;
- conduce, coordonează și supraveghează activitatea de cercetare penală a altor organe de cercetare penală;
- sesizează instanțele judecătorești pentru judecarea cauzelor penale;
- exercită acțiunea civilă, în cazurile prevăzute de lege;
- participă la sedințele de judecată;
- poate exercita căile de atac împotriva hotărârilor judecătorești;
- apără drepturile și interesele legitime ale minorilor, ale persoanelor puse sub interdicție, dispăruților și altor persoane, în condițiile legii; acționează pentru prevenirea și combaterea criminalității sub coordonarea ministrului Justiției.

Poate fi numit procuror persoana care îndeplinește condițiile prevăzute de lege, și anume să fie cetățean român, cu domiciliul în România, licențiat în drept, să nu aibă antecedente penale sau cazier fiscal și să se bucure de o bună reputație, să cunoască limba română, să fie aptă, din punct de vedere medical și psihologic, pentru exercitarea funcției.
Numirea și eliberarea din funcție a procurorului se face prin decret al Președintelui României, la propunerea Consiliului Superior al Magistraturii - Secția pentru procurori. Procurorii din fiecare parchet sunt subordonați conducătorului acelui parchet. Dispozițiile procurorului ierarhic superior, date în conformitate cu legea, sunt obligatorii pentru procurorii din subordine. Conducătorul parchetulului nu poate da dispoziții procurorilor ierarhici inferiori privind modul de soluționare a unui dosar penal și nici nu poate impune acestora o anumită soluție. În realizarea activității de urmărire penală, procurorii sunt independenți și se supun numai legii. Soluțiile procurorilor pot fi infirmate de procurul ierarhic superior, pe motiv de nelegalitate sau netemeinicie, din oficiu sau ca urmare a formulării plângerii împotriva soluției. 
Un procuror nu poate fi reținut în vederea arestării decât cu avizul secției de procurori a CSM.
Parchetele de pe lângă tribunale sunt conduse de prim-procurori, care organizează, conduc, coordonează și răspund de activitatea de îndeplinire a sarcinilor ce revin parchetului de pe lângă tribunal, potrivit legii și ordinelor procurorului general al României.
Procurorul general al României
Procurorul general al României este persoana care conduce Parchetul General (Parchetul de pe lângă Înalta Curte de Casație și Justiție).
Potrivit legii, procurorul general este numit în funcție de către șeful statului la propunerea ministrului Justiției și, ca atare, atât acceptarea demisiei, cât și demiterea sa sunt atributul exclusiv al președintelui țării.